# Medalla del V Centenario de Santa Bárbara
La Medalla Conmemorativa del Quinto Centenario de la Proclamación de Santa Bárbara como Patrona del Arma de Artillería, comúnmente denominada Medalla del V Centenario de Santa Bárbara, es una condecoración oficial española creada el 4 de diciembre de 2021 para conmemorar los quinientos años de patronazgo de Santa Bárbara a los componentes del Arma de Artillería de las Fuerzas Armadas Españolas. Diseñada por el artista heráldico Juan Fernández Molina y creada por el Arzobispado Militar de España en virtud de los Acuerdos entre el Estado Español y la Santa Sede de 1979, decretado por Carlos Jesús Montes Herreros, Ordinario Castrense de España, tras el fallecimiento del Arzobispo Militar de España Juan del Río Martín en enero de ese mismo año, y estando aún pendiente la consagración del recién nombrado Arzobispo Castrense electo Juan Antonio Aznárez Cobo.
El 25 de noviembre de 2021, el Papa Francisco convocó el Año Jubilar de Santa Bárbara como patrona del Arma de Artillería, circunstancia determinante para la creación de esta medalla como un signo más perdurable de este homenaje a la Patrona de los artilleros, quien además pertenece al grupo de los catorce Santos Auxiliadores de la Iglesia .

## Requisitos y concesión
Pueden ser reconocidos con esta medalla, en virtud del artículo 2 del Decreto de creación :
a) Por derecho propio: todos los Artilleros en cualquier situación administrativa, así como los antiguos artilleros de reemplazo y alumnos de la Academia de Artillería, y las Señoras de Santa Bárbara.
b) El personal, asociaciones o instituciones considerados especialmente acreedores de esta distinción tras valoración de los méritos por el Arma de Artillería o por iniciativa propia de concesión del Arzobispo/Ordinario Castrense.
c) Capellanes Castrenses españoles en cualquier situación administrativa".
La concesión de la Medalla podrá ser impuesta por los capellanes con ocasión de algún acto relacionado con el Arma de Artillería o su Patrona. Las instancias de concesión, previstas para las concesiones por derecho propio, deberán ser remitidas al Arma de Artillería o Arzobispado Castrense, según el solicitante, siendo concedida en todo por el Arzobispo Castrense u Ordinario Castrense, en ausencia del primero. El plazo de concesión de la medalla fue iniciado en el 4 de diciembre de 2021 y finalizó el 4 de diciembre de 2022, salvo prórroga decretada por el Arzobispo Castrense.
- Las instancias para solicitar concesiones deben remitirse al Arma de Artillería o Arzobispado Castrense, según el solicitante.
- El Arzobispo u Ordinario Castrense, en ausencia del primero, concederá la medalla si los datos aportados por el interesado en la solicitud se lo permiten, si cuenta con méritos para recibir la condecoración y se encuentra en la lista de candidatos autorizados.
- Una vez concedida, se remitirá al interesado la credencial de la concesión.
- Los capellanes castrenses procurarán imponer la medalla con motivo de algún acto relacionado con el Arma de Artillería, en particular, con ocasión de la Patrona Santa Bárbara.
- El plazo de concesión estuvo abierto hasta el 4 de diciembre de 2022.

## Descripción
Tal y como establece el Anexo I del Decreto de creación, la condecoración pende de una cinta partida longitudinalmente roja y negra, colores representativos de los artilleros.
- En el anverso: Medalla oval de oro con su centro circunscrito a una corona partida de laurel frutado y de palma, unida en la punta por una cinta y acompañada de dos bombas de mano flamantes en los costados y de una pila de balas ordenadas 1-2-3 en su punta. Acolados en aspa, dos cañones negros ornamentados en el brocal y de la escocia al cascabel, de oro, llevando, por encima de la escoda, el que está en barra, la cifra "1522" y el que está en banda, la cifra "2022". Todo el conjunto timbrado de corona real de lo mismo y forrada de esmalte rojo. Se une a la medalla mediante dos volutas convergentes en la base de la corona. El centro es de esmalte rojo con la figura de Santa Bárbara coronada, sujetando con la diestra un cáliz y saliente de él, la Sagrada Forma y con la siniestra, la palma del martirio y una espada. A la diestra de la Santa y a sus pies sobre terraza, una torre cerrada aclarada de tres ventanas en palo. Todo ello en oro.

- En el reverso: Lo mismo que en el anverso, pero totalmente en oro, sin las bombas flamantes ni las cifras en los cañones. La corona es de palmas y de laurel frutado. El centro del reverso es de esmalte negro con el emblema del Arzobispado castrense de España de oro en el abismo y en orla la leyenda "SANTA BÁRBARA, 500 AÑOS CON SUS ARTILLEROS" de lo mismo.